# Linnaemya tuberculata
Linnaemya tuberculata là một loài ruồi trong họ Tachinidae.